# Grand Prix Francie 2007
Grand Prix Francie  93e Grand Prix de France
- 1. červenec 2007
- Okruh Magny-Cours
- 70 kol x 4,411 km = 308,586 km
- 776. Grand Prix
- 11. vítězství Kimi Räikkönena
- 196. vítězství pro Ferrari
- 36. vítězství pro Finsko
- 47. vítězství pro vůz se startovním číslem 6

## Výsledky
| Pozice | Jezdec               | Vůz               | Čas                      |
| ------ | -------------------- | ----------------- | ------------------------ |
| 1      | Kimi Räikkönen       | Ferrari F2007     | 1h18:00,188              |
| 2      | Felipe Massa         | Ferrari F2007     | á 0:02,414               |
| 3      | Lewis Hamilton       | McLaren MP4/22    | á 0:32,153               |
| 4      | Robert Kubica        | BMW Sauber F1.07  | á 0:41,727               |
| 5      | Nick Heidfeld        | BMW Sauber F1.07  | á 0:48,801               |
| 6      | Giancarlo Fisichella | Renault R27       | á 0:52,210               |
| 7      | Fernando Alonso      | McLaren MP4/22    | á 0:56,516               |
| 8      | Jenson Button        | Honda RA107       | á 0:58,885               |
| 9      | Nico Rosberg         | Williams FW29     | á 1:08,505               |
| 10     | Ralf Schumacher      | Toyota TF107      | á 1 kolo                 |
| 11     | Rubens Barrichello   | Honda RA107       | á 1 kolo                 |
| 12     | Mark Webber          | Red Bull RB3      | á 1 kolo                 |
| 13     | David Coulthard      | Red Bull RB3      | á 1 kolo                 |
| 14     | Alexander Wurz       | Williams FW29     | á 1 kolo                 |
| 15     | Heikki Kovalainen    | Renault R27       | á 1 kolo                 |
| 16     | Takuma Sató          | Super Aguri SA07  | á 2 kola                 |
| 17     | Adrian Sutil         | Spyker F8-VII     | á 2 kola                 |
| Kolo   | Odstoupili           | -                 | -                        |
| 55     | Scott Speed          | Torro Rosso STR02 | ?                        |
| 28     | Christijan Albers    | Spyker F8-VII     | Utržená tankovací hadice |
| 1      | Jarno Trulli         | Toyota TF106      | Nehoda                   |
| 1      | Anthony Davidson     | Super Aguri SA07  | Nehoda                   |
| 0      | Vitantonio Liuzzi    | Torro Rosso STR02 | Nehoda                   |

### Nejrychlejší kolo
Felipe Massa - Ferrari F2007- 1:16.099
- 5. nejrychlejší kolo Felipe Massi
- 198. nejrychlejší kolo pro Ferrari
- 75. nejrychlejší kolo pro Brazílii
- 88. nejrychlejší kolo pro vůz se startovním číslem 5

### Vedení v závodě
| Kola         | km         | Jezdec         | %   |
| 1-19 kolo    | 83.809 km  | Felipe Massa   | 27% |
| 20 - 22 kolo | 13,233 km  | Kimi Räikkönen | 4%  |
| 23-43 kolo   | 92,631 km  | Felipe Massa   | 30% |
| 44-70 kolo   | 119,097 km | Kimi Räikkönen | 39% |
| ------------ | ---------- | -------------- | --- |

| Massa | Räi | Massa | Räikkönen |
| ----- | --- | ----- | --------- |

### Postavení na startu
Felipe Massa- Ferrari F2007- 1:15.034
- 7. Pole position Felipe Massi
- 191. Pole position pro Ferrari
- 116. Pole position pro Brazílii
- 110. Pole position pro vůz se startovním číslem 5
- Modře startoval z boxu.
- Žlutě rozhodující čas pro postavení na startu.
- Červeně posunutí o deset míst na startu – výměna motoru

| *  | *                                     | *  | *                                     | Kvalifikace III.                      | Kvalifikace II.                       | Kvalifikace I.                        |
| -- | ------------------------------------- | -- | ------------------------------------- | ------------------------------------- | ------------------------------------- | ------------------------------------- |
| 1  | Felipe Massa McLaren 1:15.034         |    |                                       | Felipe Massa McLaren 1:15.034         | Lewis Hamilton McLaren 1:14.795       | Lewis Hamilton McLaren 1:14.805       |
|    |                                       | 2  | Lewis Hamilton McLaren 1:15.104       | Lewis Hamilton McLaren 1:15.104       | Felipe Massa Ferrari 1:14.822         | Kimi Räikkönen Ferrari 1:14.872       |
| 3  | Kimi Räikkönen Ferrari 1:15.257       |    |                                       | Kimi Räikkönen Ferrari 1:15.257       | Kimi Räikkönen Ferrari 1:14.828       | Felipe Massa Ferrari 1:15.303         |
|    |                                       | 4  | Robert Kubica Ferrari 1:15.493        | Robert Kubica Ferrari 1:15.493        | Robert Kubica Ferrari 1:15.066        | Fernando Alonso McLaren 1:15.322      |
| 5  | Giancarlo Fisichella Renault 1:15.674 |    |                                       | Giancarlo Fisichella Renault 1:15.674 | Fernando Alonso McLaren 1:15.084      | Heikki Kovalainen Renault 1:15.524    |
|    |                                       | 6  | Heikki Kovalainen Renault 1:15.826    | Heikki Kovalainen Renault 1:15.826    | Nick Heidfeld BMW 1:15.149            | Mark Webber Red Bull 1:15.746         |
| 7  | Nick Heidfeld BMW 1:15.900            |    |                                       | Nick Heidfeld BMW 1:15.900            | Giancarlo Fisichella Renault 1:15.227 | Ralf Schumacher Toyota 1:15.746       |
|    |                                       | 8  | Jarno Trulli Toyota 1:15.935          | Jarno Trulli Toyota 1:15.935          | Heikki Kovalainen Renault 1:15.272    | Robert Kubica BMW 1:15.778            |
| 9  | Nico Rosberg Williams 1:16.328        |    |                                       | Nico Rosberg Williams 1:16.328        | Nico Rosberg Williams 1:15.331        | Nick Heidfeld BMW 1:15.783            |
|    |                                       | 10 | Fernando Alonso McLaren ****          | Fernando Alonso McLaren ****          | Jarno Trulli Toyota 1:15.379          | David Coulthard Red Bull 1:15.915     |
| 11 | Ralf Schumacher Toyota 1:15.534       |    |                                       |                                       | Ralf Schumacher Toyota 1:15.534       | Scott Speed Toro Rosso 1:15.980       |
|    |                                       | 12 | Jenson Button Honda 1:15.584          |                                       | Jenson Button Honda 1:15.584          | Giancarlo Fisichella Renault 1:16.047 |
| 13 | Rubens Barrichello Honda 1:15.761     |    |                                       |                                       | Rubens Barrichello Honda 1:15.761     | Nico Rosberg Williams 1:16.092        |
|    |                                       | 14 | Mark Webber Red Bull 1:15.806         |                                       | Mark Webber Red Bull 1:15.806         | Jenson Button Honda 1:16.113          |
| 15 | Scott Speed Toro Rosso 1:16.049       |    |                                       |                                       | Scott Speed Toro Rosso 1:16.049       | Jarno Trulli Red Bull 1:16.118        |
|    |                                       | 16 | David Coulthard Red Bull *****        |                                       | David Coulthard Red Bull *****        | Rubens Barrichello Honda 1:16.140     |
| 17 | Vitantonio Liuzzi Toro Rosso 1:16.142 |    |                                       |                                       |                                       | Vitantonio Liuzzi Toro Rosso 1:16.142 |
|    |                                       | 18 | Alexander Wurz Williams 1:16.241      |                                       |                                       | Alexander Wurz Williams 1:16.241      |
| 19 | Takuma Sató Super Aguri 1:16.244      |    |                                       |                                       |                                       | Takuma Sató Super Aguri 1:16.244      |
|    |                                       | 20 | Anthony Davidson Super Aguri 1:16.366 |                                       |                                       | Anthony Davidson Super Aguri 1:16.366 |
| 21 | Christijan Albers Spyker 1:17.826     |    |                                       |                                       |                                       | Christijan Albers Spyker 1:17.826     |
|    |                                       | 22 | Adrian Sutil Spyker 1:17.915          |                                       |                                       | Adrian Sutil Spyker 1:17.915          |

### Sobotní tréninky
| 1  | Lewis Hamilton McLaren 1:14.843       | 2  | Felipe Massa Ferrari 1:14.906      |
| 3  | Kimi Räikkönen Ferrari 1:15.276       | 4  | Heikki Kovalainen Renault 1:15.404 |
| 5  | Giancarlo Fisichella Renault 1:15.489 | 6  | Robert Kubica BMW 1:15.535         |
| 7  | Nico Rosberg Williams 1:15.735        | 8  | Fernando Alonso McLaren 1:15.742   |
| 9  | Jarno Trulli Toyota 1:15.801          | 10 | David Coulthard Red Bull 1:15.802  |
| 11 | Vitantonio Liuzzi Toro Rosso 1:15.872 | 12 | Jenson Button Honda 1:15.902       |
| 13 | Anthony Davidson Super Aguri 1:15.925 | 14 | Ralf Schumacher Toyota 1:15.944    |
| 15 | Nick Heidfeld BMW 1:16.060            | 16 | Rubens Barrichello Honda 1:16.102  |
| 17 | Alexander Wurz Williams 1:16.104      | 18 | Scott Speed Toro Rosso 1:16.161    |
| 19 | Takuma Sató Super Aguri 1:16.221      | 20 | Mark Webber Red Bull 1:16.573      |
| 21 | Adrian Sutil Spyker 1:17.517          | 22 | Christijan Albers Spyker 1:17.705  |

### Páteční tréninky
| *  | I. Trénink                            | *  | II. Trénink                           |
| -- | ------------------------------------- | -- | ------------------------------------- |
| 1  | Kimi Räikkönen Ferrari 1:15.382       | 1  | Felipe Massa Ferrari 1:15.453         |
| 2  | Felipe Massa Ferrari 1:15.447         | 2  | Kimi Räikkönen Ferrari 1:15.488       |
| 3  | Fernando Alonso McLaren 1:16.154      | 3  | Scott Speed Toro Rosso 1:15.773       |
| 4  | Nico Rosberg Williams 1:16.214        | 4  | Lewis Hamilton McLaren 1:15.780       |
| 5  | David Coulthard Red Bull 1:16.268     | 5  | Vitantonio Liuzzi Toro Rosso 1:15.952 |
| 6  | Lewis Hamilton McLaren 1:16.277       | 6  | David Coulthard Red Bull 1:15.958     |
| 7  | Nick Heidfeld BMW 1:16.338            | 7  | Nico Rosberg Williams 1:16.003        |
| 8  | Alexander Wurz Williams 1:16.407      | 8  | Fernando Alonso McLaren 1:16.049      |
| 9  | Robert Kubica BMW 1:16.441            | 9  | Anthony Davidson Super Aguri 1:16.162 |
| 10 | Jarno Trulli Toyota 1:16.603          | 10 | Ralf Schumacher Toyota 1:16.184       |
| 11 | Vitantonio Liuzzi Toro Rosso 1:16.895 | 11 | Giancarlo Fisichella Renault 1:16.205 |
| 12 | Takuma Sató Super Aguri 1:16.967      | 12 | Robert Kubica BMW 1:16.236            |
| 13 | Rubens Barrichello Honda 1:16.990     | 13 | Alexander Wurz Williams 1:16.260      |
| 14 | Jenson Button Honda 1:17.047          | 14 | Jarno Trulli Toyota 1:16.285          |
| 15 | Scott Speed Toro Rosso 1:17.103       | 15 | Jenson Button Honda 1:16.395          |
| 16 | Anthony Davidson Super Aguri 1:17.166 | 16 | Mark Webber Red Bull 1:16.562         |
| 17 | Ralf Schumacher Toyota 1:17.168       | 17 | Heikki Kovalainen Renault 1:16.735    |
| 18 | Giancarlo Fisichella Renault 1:17.226 | 18 | Rubens Barrichello Honda 1:16.950     |
| 19 | Heikki Kovalainen Renault 1:17.348    | 19 | Nick Heidfeld BMW 1:16.968            |
| 20 | Mark Webber Red Bull 1:17.435         | 20 | Takuma Sató Super Aguri 1:17.165      |
| 21 | Christijan Albers Spyker 1:18.178     | 21 | Adrian Sutil Spyker 1:18.213          |
| 22 | Adrian Sutil Spyker 1:18.419          | 22 | Christijan Albers Spyker 1:18.708     |

### Zajímavosti
- 8. podium v řadě za sebou pro Hamiltona
- 73 double pro Ferrari

| Pole position | Vítězství      | Nej. kolo     |
| Brazílie      | Finsko         | Brazílie      |
| Felipe Massa  | Kimi Räikkönen | Felipe Massa  |
| Ferrari F2007 | Ferrari F2007  | Ferrari F2007 |
| 1'15.034      | 1:30'54.200    | 1'16.099      |
| 211.632 km/h  | 203.680 km/h   | 208.670 km/h  |
| ------------- | -------------- | ------------- |

### Stav MS
| *  | Jezdec               | Body |
| -- | -------------------- | ---- |
| 1  | Lewis Hamilton       | 64   |
| 2  | Fernando Alonso      | 50   |
| 3  | Felipe Massa         | 47   |
| 4  | Kimi Räikkönen       | 42   |
| 5  | Nick Heidfeld        | 30   |
| 6  | Robert Kubica        | 17   |
| 7  | Giancarlo Fisichella | 16   |
| 8  | Heikki Kovalainen    | 12   |
| 9  | Alexander Wurz       | 8    |
| 10 | Jarno Trulli         | 7    |
| 11 | Nico Rosberg         | 5    |
| 12 | David Coulthard      | 4    |
| 13 | Takuma Sató          | 4    |
| 14 | Ralf Schumacher      | 2    |
| 15 | Mark Webber          | 2    |
| 16 | Sebastian Vettel     | 1    |
| 17 | Jenson Button        | 1    |

| * | Vůz         | Body |
| - | ----------- | ---- |
| 1 | McLaren     | 114  |
| 2 | Ferrari     | 89   |
| 3 | BMW         | 48   |
| 4 | Renault     | 28   |
| 5 | Williams    | 13   |
| 6 | Toyota      | 9    |
| 7 | Red Bull    | 6    |
| 8 | Super Aguri | 4    |
| 9 | Honda       | 1    |

| *  | Stát           | Body |
| -- | -------------- | ---- |
| 1  | Velká Británie | 69   |
| 2  | Španělsko      | 50   |
| 3  | Finsko         | 54   |
| 4  | Brazílie       | 47   |
| 5  | Německo        | 38   |
| 6  | Itálie         | 23   |
| 7  | Polsko         | 17   |
| 8  | Rakousko       | 8    |
| 9  | Japonsko       | 4    |
| 10 | Austrálie      | 2    |